# Derecho paraconcursal
Se entiende por Derecho paraconcursal el conjunto de normas e instituciones de naturaleza jurídico-administrativa, encaminadas a evitar la declaración de concurso mediante procedimientos de intervención o liquidación administrativa de las entidades que integran el sector financiero (seguros, entidades de crédito y mercado de valores). Se trata de entidades sujetas a supervisión administrativa.
Esta legislación concursal especial, separada del Derecho concursal y su regulación unitaria contenida en la Ley concursal, ha sido dictada para solventar las crisis de las entidades de crédito, de las entidades aseguradoras y para las operaciones relativas a sistemas de pagos y compensación de valores o instrumentos financieros derivados. Dada la especial consideración de estas entidades en la economía nacional y su complejidad, se ha separado su regulación de la que ofrece la legislación concursal general para los deudores comunes.